# معمار کمال‌الدین

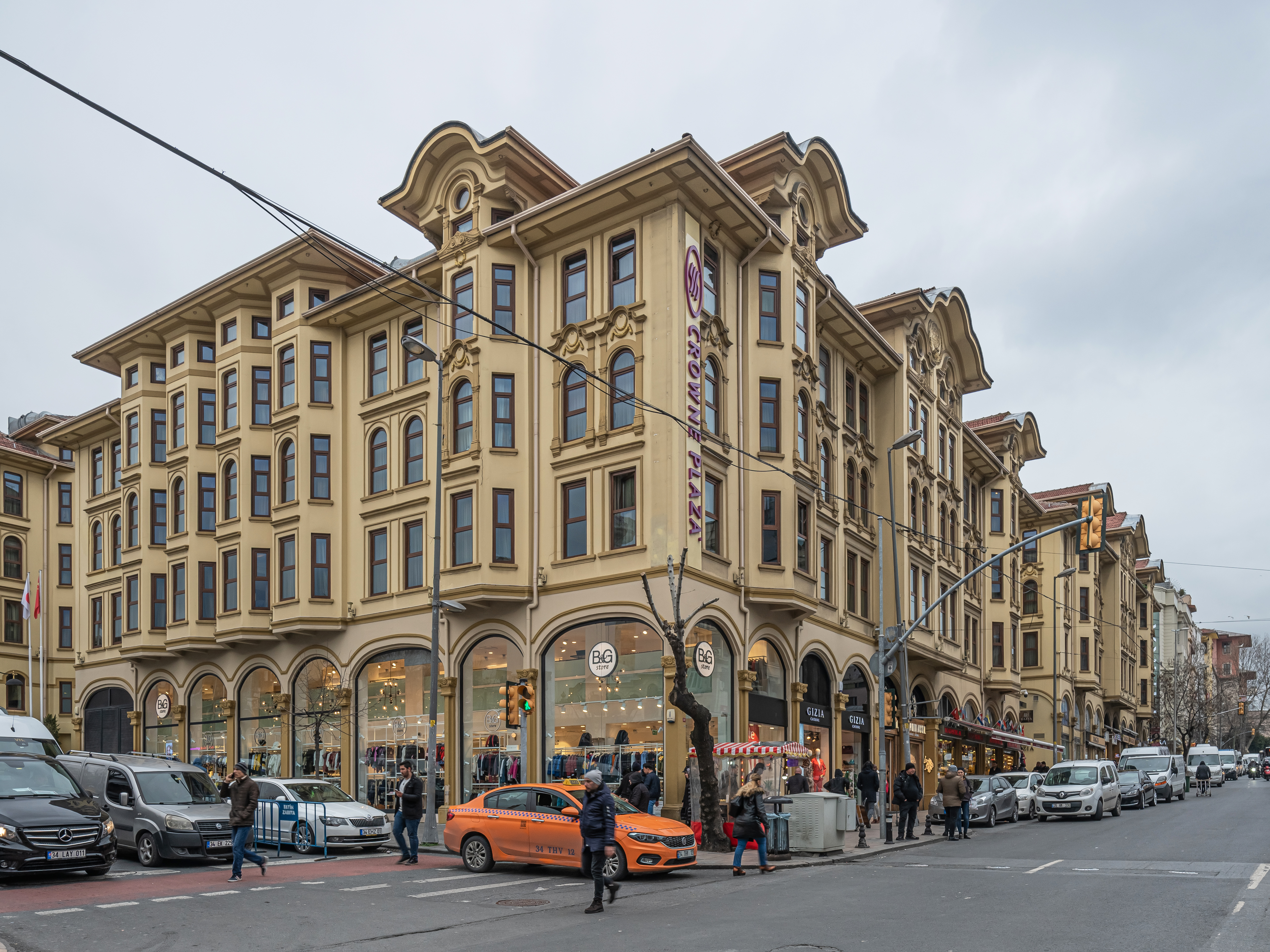
آپارتمان‌های طیاره طراحی شده توسط معمار کمال‌الدین که همکنون به عنوان هتل کراون پلازا در حال استفاده است.

احمد کمال‌الدین (ترکی استانبولی: Mimar Kemaleddin؛ ۱ ژانویه ۱۸۷۰ – ۱۳ ژوئیه ۱۹۲۷) که بیشتر با نام معمار کمال‌الدین شناخته می‌شود. معمار مشهور دوره عثمانی و اوائل تأسیس جمهوری ترکیه است. او از پیشگامان جنبش اول معماری ترکیه است. تصویر چهره وی بر روی اسکناس‌های ۲۰ لیره‌ای کشور ترکیه درج شده‌است.

## نگارخانه

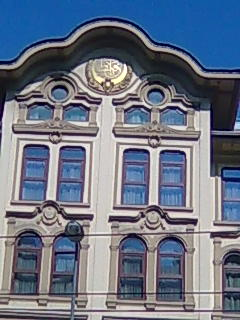
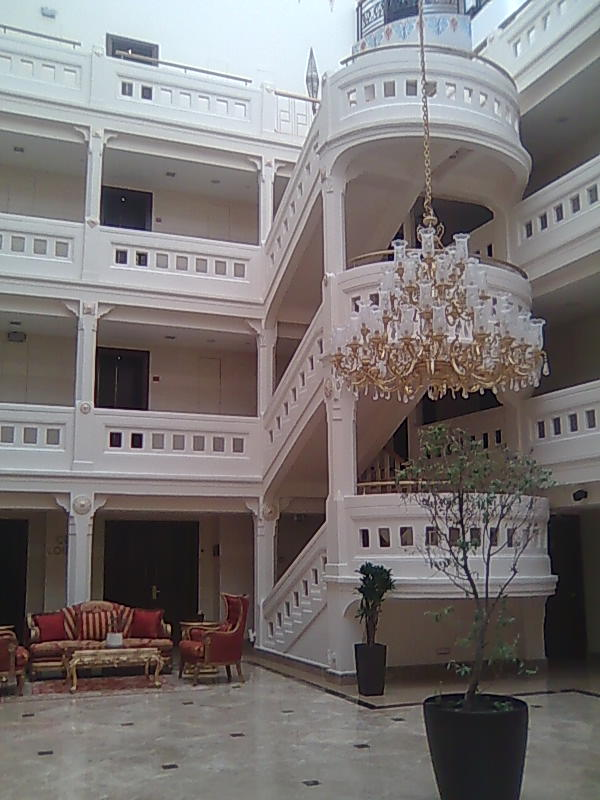
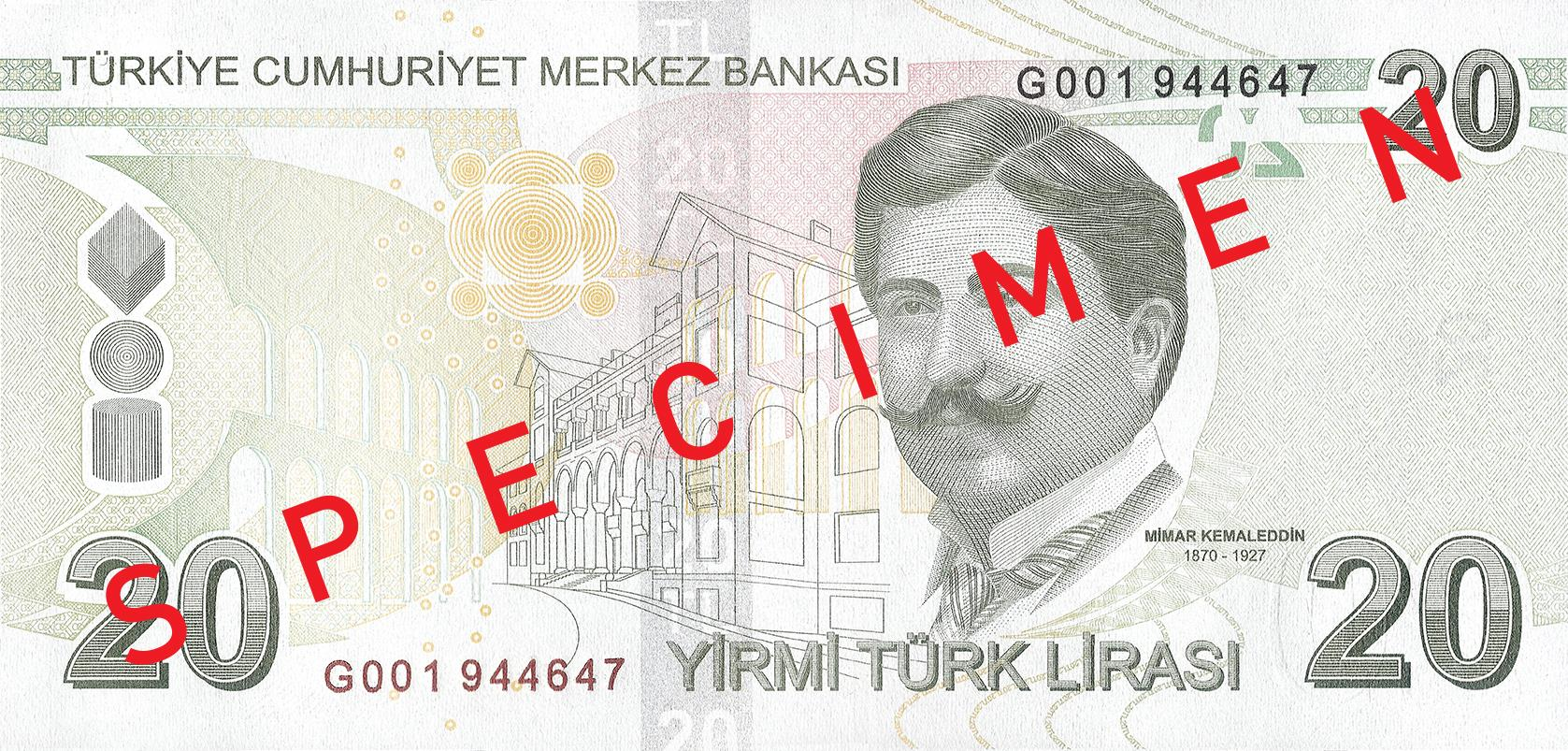
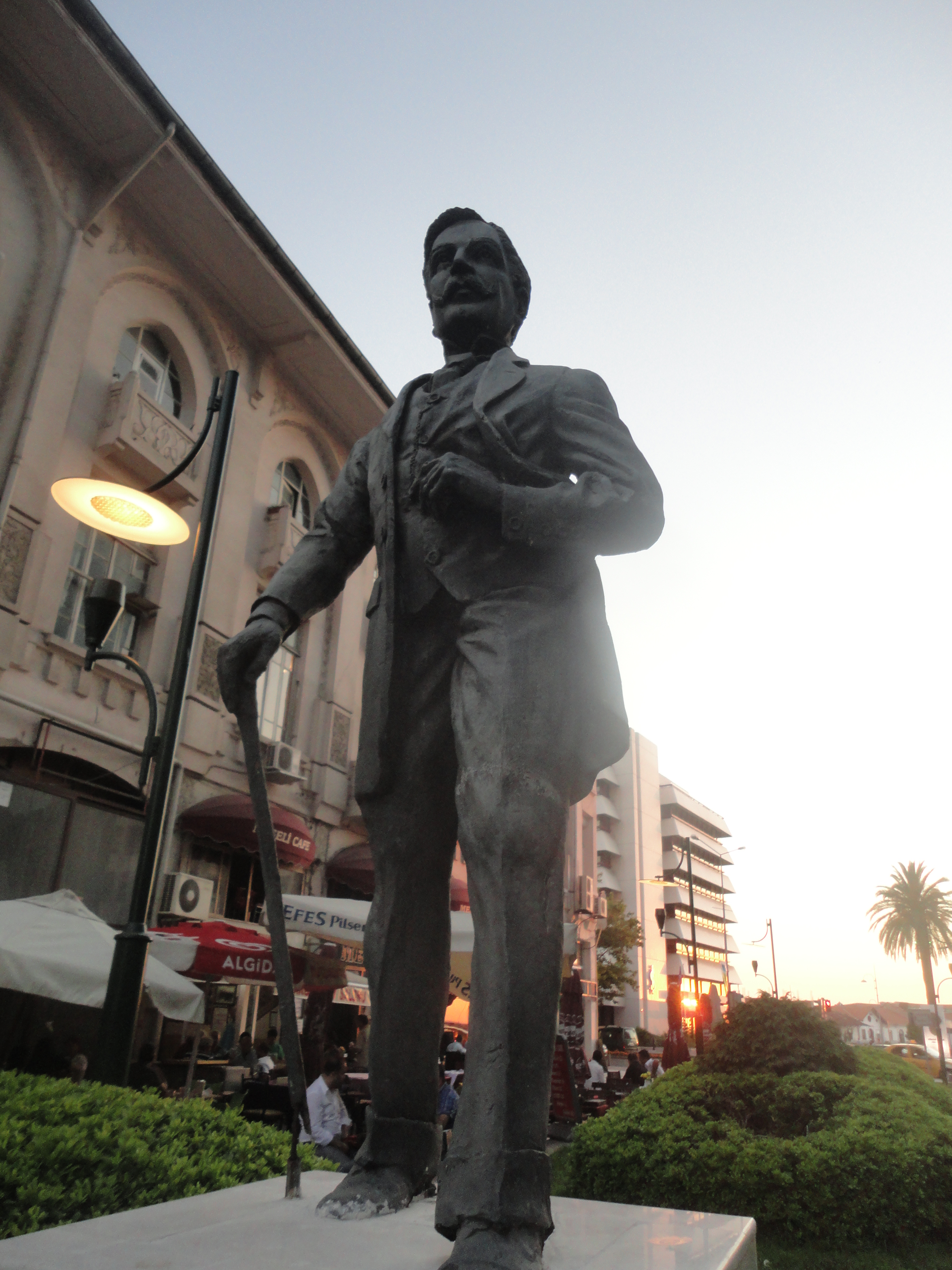
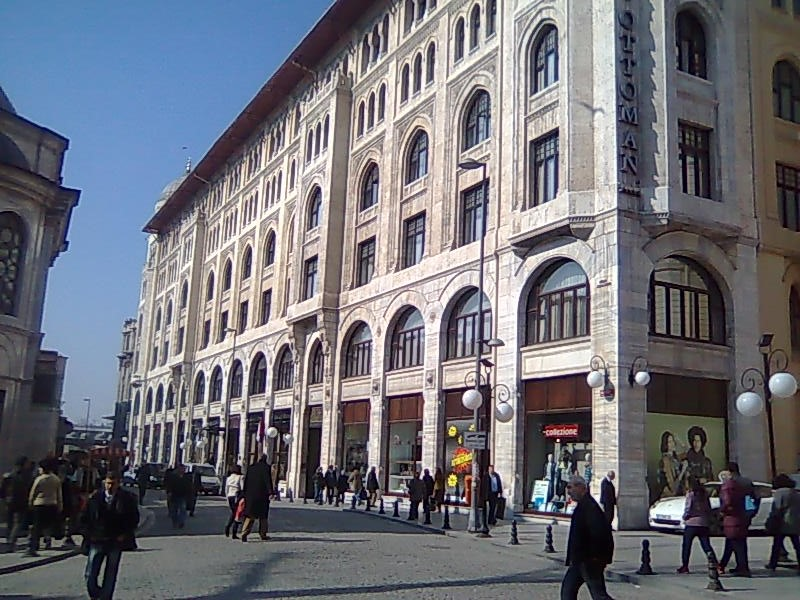